# Premi Emmy 2002
La cerimonia della 54ª edizione dei Primetime Emmy Awards (54th Primetime Emmy Awards) si è tenuta allo Shrine Auditorium di Los Angeles il 22 settembre 2002.
La cerimonia è stata presentata da Conan O'Brien e trasmessa dalla NBC.
I Creative Arts Emmy Awards sono stati consegnati il 14 settembre.

## Primetime Emmy Awards

### Migliore serie drammatica
- West Wing - Tutti gli uomini del Presidente
- 24
- CSI: Scena del crimine
- Law & Order - I due volti della giustizia
- Six Feet Under

### Migliore serie comica o commedia
- Friends
- Curb Your Enthusiasm
- Sex and the City
- Tutti amano Raymond
- Will & Grace

### Migliore miniserie
- Band of Brothers - Fratelli al fronte (Band of Brothers), regia di Phil Alden Robinson, David Frankel, Tom Hanks, David Leland, Richard Loncraine, David Nutter, Mikael Salomon e Tony To
- Dinotopia, regia di Marco Brambilla
- Le nebbie di Avalon (The Mists of Avalon), regia di Uli Edel
- Shackleton, regia di Charles Sturridge

### Migliore film per la televisione
- Guerra imminente (The Gathering Storm), regia di Richard Loncraine
- A cena da amici (Dinner with Friends), regia di Norman Jewison
- James Dean - La storia vera (James Dean), regia di Mark Rydell
- The Laramie Project, regia di Moisés Kaufman
- Path to War, regia di John Frankenheimer

### Migliore attore in una serie drammatica
- Michael Chiklis (Vic Mackey) – The Shield
- Michael C. Hall (David Fisher) – Six Feet Under
- Peter Krause (Nate Fisher) – Six Feet Under
- Martin Sheen (Josiah Bartlet) – West Wing - Tutti gli uomini del Presidente
- Kiefer Sutherland (Jack Bauer) – 24

### Migliore attore in una serie comica o commedia
- Ray Romano (Raymond Barone) – Tutti amano Raymond
- Kelsey Grammer (Frasier Crane) – Frasier
- Matt LeBlanc (Joey Tribbiani) – Friends
- Bernie Mac (Bernie McCullough) – The Bernie Mac Show
- Matthew Perry (Chandler Bing) – Friends

### Migliore attore in una miniserie o film per la televisione
- Albert Finney (Winston Churchill) – Guerra imminente
- Kenneth Branagh (Ernest Shackleton) – Shackleton
- Beau Bridges (Michael Mulvaney) – We Were the Mulvaneys, regia di Peter Werner
- James Franco (James Dean) – James Dean - La storia vera
- Sir Michael Gambon (Lyndon B. Johnson) – Path to War

### Migliore attrice in una serie drammatica
- Allison Janney (C.J. Cregg) – West Wing - Tutti gli uomini del Presidente
- Amy Brenneman (Amy Gray) – Giudice Amy
- Frances Conroy (Ruth Fisher) – Six Feet Under
- Jennifer Garner (Sydney Bristow) – Alias
- Rachel Griffiths (Brenda Chenowith) – Six Feet Under

### Migliore attrice in una serie comica o commedia
- Jennifer Aniston (Rachel Green) – Friends
- Patricia Heaton (Debra Barone) – Tutti amano Raymond
- Jane Kaczmarek (Lois Wilkerson) – Malcolm in the Middle
- Debra Messing (Grace Adler) – Will & Grace
- Sarah Jessica Parker (Carrie Bradshaw) – Sex and the City

### Migliore attrice in una miniserie o film per la televisione
- Laura Linney (Iris Bravard) – Wild Iris, regia di Daniel Petrie
- Angela Bassett (Rosa Parks) – The Rosa Parks Story, regia di Julie Dash
- Blythe Danner (Corinne Mulvaney) – We Were the Mulvaneys
- Vanessa Redgrave (Clementine Churchill) – Guerra imminente
- Gena Rowlands (Minnie Brinn) – Wild Iris

### Migliore attore non protagonista in una serie drammatica
- John Spencer (Leo McGarry) – West Wing - Tutti gli uomini del Presidente
- Victor Garber (Jack Bristow) – Alias
- Dulé Hill (Charlie Young) – West Wing - Tutti gli uomini del Presidente
- Freddy Rodríguez (Federico Diaz) – Six Feet Under
- Richard Schiff (Toby Ziegler) – West Wing - Tutti gli uomini del Presidente
- Bradley Whitford (Josh Lyman) – West Wing - Tutti gli uomini del Presidente

### Migliore attore non protagonista in una serie comica o commedia
- Brad Garrett (Robert Barone) – Tutti amano Raymond
- Peter Boyle (Frank Barone) – Tutti amano Raymond
- Bryan Cranston (Hal Wilkerson) – Malcolm in the Middle
- Sean Hayes (Jack McFarland) – Will & Grace
- David Hyde Pierce (Niles Crane) – Frasier

### Migliore attore non protagonista in una miniserie o film per la televisione
- Michael Moriarty (Winton Dean) – James Dean - La storia vera
- Alec Baldwin (Robert McNamara) – Path to War
- Jim Broadbent (Desmond Morton) – Guerra imminente
- Don Cheadle (Chuck) – Things Behind the Sun, regia di Allison Anders
- Jon Voight (Jürgen Stroop) – La rivolta (Uprising), regia di Jon Avnet

### Migliore attrice non protagonista in una serie drammatica
- Stockard Channing (Abigail Bartlet) – West Wing - Tutti gli uomini del Presidente
- Lauren Ambrose (Claire Fisher) – Six Feet Under
- Tyne Daly (Maxine Gray) – Giudice Amy
- Janel Moloney (Donna Moss) – West Wing - Tutti gli uomini del Presidente
- Mary-Louise Parker (Amy Gardner) – West Wing - Tutti gli uomini del Presidente

### Migliore attrice non protagonista in una serie comica o commedia
- Doris Roberts (Marie Barone) – Tutti amano Raymond
- Kim Cattrall (Samantha Jones) – Sex and the City
- Wendie Malick (Nina Van Horn) – Just Shoot Me!
- Megan Mullally (Karen Walker) – Will & Grace
- Cynthia Nixon (Miranda Hobbes) – Sex and the City

### Migliore attrice non protagonista in una miniserie o film per la televisione
- Stockard Channing (Judy Shepard) – The Matthew Shepard Story, regia di Roger Spottiswoode
- Joan Allen (Morgause) – Le nebbie di Avalon
- Anjelica Huston (Viviane) – Le nebbie di Avalon
- Diana Rigg (Lezhen) – Victoria & Albert, regia di John Erman
- Sissy Spacek (Zelda Fitzgerald) – Last Call - Genio ribelle (Last Call), regia di Herny Bromell

### Migliore regia per una serie drammatica
- Six Feet Under – Alan Ball
- 24 – Stephen Hopkins
- The Shield – Clark Johnson
- West Wing - Tutti gli uomini del Presidente – Paris Barclov
- West Wing - Tutti gli uomini del Presidente – Alex Graves

### Migliore regia per una serie comica o commedia
- Sex and the City – Michael Patrick King
- Curb Your Enthusiasm – Robert B. Weide
- Malcolm in the Middle – Jeff Melman
- Scrubs - Medici ai primi ferri – Marc Buckland
- Will & Grace – James Burrows

### Migliore regia per una miniserie o film per la televisione
- Band of Brothers - Fratelli al fronte – Phil Alden Robinson, David Frankel, Tom Hanks, David Leland, Richard Loncraine, David Nutter, Mikael Salomon, Tony To
- Guerra imminente – Richard Loncraine
- James Dean - La storia vera – Mark Rydell
- The Laramie Project – Moisés Kaufman
- Path to War – John Frankenheimer

### Migliore sceneggiatura per una serie drammatica
- 24 – Robert Cochran e Joel Surnow per l'episodio Dalle 00:00 alle 01:00
- Alias – J. J. Abrams per l'episodio La verità
- E.R. - Medici in prima linea – John Wells per l'episodio Sulla spiaggia
- The Shield – Shawn Ryan per l'episodio Squadra d'assalto
- West Wing - Tutti gli uomini del Presidente – Aaron Sorkin per l'episodio Una serata a New York

### Migliore sceneggiatura per una serie comica o commedia
- The Bernie Mac Show – Larry Wilmore per l'episodio Pilot
- Andy Richter Controls the Universe – Victor Fresco per l'episodio Pilot
- Sex and the City – Julie Rottenberg e Elisa Zuritsky per l'episodio Computer, orgasmi e funerali
- Tutti amano Raymond – Jennifer Crittenden per l'episodio Ray's Journal
- Tutti amano Raymond – Philip Rosenthal per l'episodio The Angry Family

### Migliore sceneggiatura per una miniserie o film per la televisione
- Guerra imminente – Larry Ramin e Hugh Whitemore
- Band of Brothers - Fratelli al fronte – Erik Bork, E. Max Frye, Tom Hanks, Erik Jendresen, Bruce C. McKenna, John Orloff e Graham Yost
- The Laramie Project – Stephen Belber, Leigh Fondakowski, Amanda Gronich, Moisés Kaufman, Jeffrey LaHoste, John McAdams, Andy Paris, Greg Pierotti, Barbara Pitts, Kelli Simpkins e Stephen Wangh
- Path to War – Daniel Giat
- Shackleton – Charles Sturridge

## Creative Arts Emmy Awards

### Migliore serie animata della durata massima di un'ora
- Futurama per l'episodio Il nonno di se stesso
- As Told by Ginger per l'episodio Lunatic Lake
- King of the Hill per l'episodio Bobby Goes Nuts
- South Park per l'episodio Osama Bin Laden se l'è fatta addosso
- I Simpson per l'episodio Lei di poca fede

### Migliore attore ospite in una serie drammatica
- Charles S. Dutton (Leonard Marshall) – The Practice - Professione avvocati
- Mark Harmon (Simon Donovan) – West Wing - Tutti gli uomini del Presidente
- John Larroquette (Joey Heric) – The Practice - Professione avvocati
- Tim Matheson (John Hoynes) – West Wing - Tutti gli uomini del Presidente
- Ron Silver (Bruno Gianelli) – West Wing - Tutti gli uomini del Presidente

### Migliore attore ospite in una serie comica o commedia
- Anthony LaPaglia (Simon Moon) – Frasier
- Adam Arkin (Tom) – Frasier
- Brian Cox (Harry Moon) – Frasier
- Michael Douglas (Det. Gavin Hatch) – Will & Grace
- Brad Pitt (Will Colbert) – Friends

### Migliore attrice ospite in una serie drammatica
- Patricia Clarkson (Sarah O'Connor) – Six Feet Under
- Illeana Douglas (Angela) – Six Feet Under
- Mary McDonnell (Eleaonor Carter) – E.R. - Medici in prima linea
- Martha Plimpton (Claire Rinato) – Law & Order: Unità Speciale
- Lily Taylor (Lisa) – Six Feet Under

### Migliore attrice ospite in una serie comica o commedia
- Cloris Leachman (Ida) – Malcolm in the Middle
- Glenn Close (Sanny) – Will & Grace
- Katherine Helmond (Lois) – Tutti amano Raymond
- Susan Sarandon (Meg) – Malcolm in the Middle
- Frances Sternhagen (Bunny McDougal) – Sex and the City